# 華國媛
華國媛，分子生物學家，國立臺北科技大學分子科學與工程系教授、前眾世管理顧問有限公司執行長。曾因涉報假帳詐領行政院國家科學委員會補助款，捲入大專院校教授涉挪用國科會補助款弊案；認罪後，臺灣臺北地方法院檢察署同意讓其繳回不法所得交換緩起訴處分。